# Carl Reichenbach
Barón Carl Ludwig von Reichenbach (Stuttgart, 12 de febrero de 1788 - Leipzig, 19 de enero de 1869) fue un químico, geólogo, metalurgista, naturalista, industrial, filósofo, y botánico alemán.
Obtuvo el doctorado en la Universidad de Tubinga. Entre 1821 a 1834, estableció la primera empresa moderna de forja en Alemania, primeramente en Villingen-Schwenningen, luego en Hausach y finalmente en Baden. Estableció también una planta en Moravia.
Descubrió varias sustancias químicas, como la parafina en 1830 y la creosota en 1833. Formuló de hipótesis de la fuerza ódica (de Odín), de la cual provendrían la electricidad, el magnetismo y el calor. Dedicó los últimos años de su vida a investigar sobre la existencia de esta fuerza o energía primordial, a la que llegó a considerar también como origen de la vida, acercándose así a las concepciones del vitalismo.

## Algunas publicaciones
- Das Kreosot: ein neuentdeckter Bestandtheil des gemeinen Rauches, des Holzessigs und aller Arten von Theer. 1833
- Geologische Mitteilungen aus Marhen. 1834
- Die Dynamide des Magnetismus. 1840
- Physikalisch-physiologische Untersuchungen über die Dynamide des Magnetismus, der Elektrizität, der Wärme, des Lichtes, der Krystallisation, des Chemismus in ihren Beziehungen zur Lebenskraft. Tomo 1 + tomo 2. Braunschweig, 1850
- Odisch-Magnetische Briefe. Stuttgart 1852, 1856; Ulm 1955
- Der sensitive Mensch und sein Verhalten zum Ode. Stuttgart y Tibinga (tomo 1 1854 + tomo 2, 1855
- Odische Erweiterungen. 1856
- Köhierglaube und Afterwissenschaft. 1856
- Wer ist sensitiv, wer nicht Viena, 1856
- Odische Erwiederungen an die Herren Professoren Fortlage, Schleiden, Fechner und Hofrath Carus Viena, 1856
- Die Pflanzenwelt in ihren Beziehungen zur Sensitivität und zum Ode Viena, 1858
- Odische Begebenheiten zu Berlin in den Jahren 1861 und 1862 Archivado el 14 de octubre de 2009 en Wayback Machine. Berlín, 1862
- Aphorismen über Sensibilität und Od. Viena, 1866
- Die Odische Lohe und einige Bewegungserscheinungen als neuentdeckte Formen des odischen Princips in der Natur Viena, 1867

## Honores

### Epónimos
- (Apiaceae) Cnidium reichenbachii Huter ex Nyman[1]
- (Asteraceae) Centaurea reichenbachii Hayek[2]
- (Cyperaceae) Carex reichenbachii Kük.[3]

- La abreviatura «C.Rchb.» se emplea para indicar a Carl Reichenbach como autoridad en la descripción y clasificación científica de los vegetales.[4]

## Abreviatura (zoología)
La abreviatura Reichenbach  se emplea para indicar a Carl Reichenbach como autoridad en la descripción y taxonomía en zoología.